# Halász Sándor (közgazdász)
Dunaföldvári Halász Sándor, születési és 1881-ig használt nevén Fischer Sándor (Dunaföldvár, 1859. november 9. – Budapest, 1918. február 2.) magyar jogi doktor, újságíró, közgazdász, műegyetemi magántanár, takarékpénztári igazgató, miniszteri tanácsos, közgazdasági szakíró.

## Élete
Fischer Mór és Weidinger Cecília gyermekeként született, izraelita családban. Felesége Geiger Irén volt. Középiskoláit a budapesti V. kerületi királyi főgimnáziumhan végezte; azután a jogi tanfolyamot ugyanott az egyetemen hallgatta. Egyidejűleg 1878-ban az Ellenőr politikai napilapnak munkatársa, majd segédszerkesztője, midőn pedig 1882. augusztus 31-én a nevezett lap a Honnal egyesült, az így keletkezett Nemzetnek segédszerkesztője, később politikai cikkírója lett. Mint hírlapíró e lap megbízásából ismételten nagyobb külföldi utazást tett és lapját képviselte Párizsban, Berlinben, Milánóban és Velencében. Számos tárcacikket, majd politikai cikket írt; közben levelezője volt a bécsi Politische Correspondenznek, az Agramer Zeitungnak és a Kolozsvárnak. 1884-ben a budapesti egyetemen jogi doktor lett. 1885 végén a létesített királyi postatakarékpénztárhoz fogalmazónak, 1887 áprilisában pedig titkárnak nevezték ki. 1888 júliusában Baross Gábor miniszter Bécsbe küldte ki, az osztrák takarékpénztárnál rendszeresített checküzlet tanulmányozására. 1888 szeptemberében a posta- és távirdaszaktanfolyamhoz a postatakarékpénztárügy rendes tanárának nevezték ki. A magyar hírlapírók nyugdíjintézetének megalkotásakor beválasztották az igazgatóságba. 1892-ben a műegyetem magántanárává habilitálták és a Magyar Tudományos Akadémia nemzetgazdasági bizottsága megválasztotta tagjává. Később a magyar királyi postatakarékpénztár első titkára és az igazgatási osztály főnöke volt. Élénk részt vett a postatakarékpénztári intézmény szervezésében, főleg a checkforgalom berendezése körül. Az ő fáradozásának köszönhető a Magyar Közgazdasági Társaság létrejötte, melynek igazgatója volt. Fischer családi nevét 1881-ben változtatta Halászra. Szerkesztője volt a Közgazdasági Lexikonnak.
Két gyermeke született, Tibor (1891–1944) jogász, miniszteri tanácsos és Ferenc (1893–1969) bankigazgató.

## Írásai
Cikkei közül nevezetesebbek az Ellenőrben (1881. 587. sz. Dux Adolf emlékezete), a Magyar SaIonban (II. 1884. Politika és tudomány, VIII. 1887. Politikai sajtónkról), a Nemzetben (Képek az Aldunáról), a Nemzetgazd. Szemlében (1887. A postatakarékpénztárakról, 1889. A lakó Magyarországon és Ausztriában, Az osztálysorsjátékról, 1890. A totalisateurről, A takarékpénztári reformkérdések, 1891. A takarékpénztárak s az alsó néposztályok, felolvasás a Magyar Tudományos Akadémiában, 1892. Az iskolai takarékpénztárak Magyarországon, 1893. A személy- és árúforgalom a magyarországi viziutakon, előadói jelentés az 1893. párisi nemzetközi vízügyi congressuson), a Közgazdasági és Közigazgatási Szemlében (1894. A cheque és giroforgalmainkról, A viziutak és vasutak igénybevétele Magyarországon és versenyszerű befolyásuk a szállítási díjak csökkentésére, előadói jelentés az 1894. chicagoi nemzetközi vizügyi congressuson, Takarékpénztáraink fejlődésének története); írt még a Magyar Nemzetgazdába, a Pénzügyi Utmutatóba, a Közlekedésbe sat.

## Munkái
- Mit akar a Schulverein. Bpest, 1882. (Németül is megjelent. A röpirat hatását ellensulyozandók az erdélyi szászok köréből: Was der Schulverein will. Eine Entgegnung cz. röpirat jelent meg Nagy-Szebenben.)
- Országgyűlési Almanach. Bpest, 1886. (Képviselőház. Ism. Nemzet 115. sz. sat.)
- Országgyűlési Almanach. Bpest, 1887. (Főrendiház. Ism. Főv. Lapok 33. sz. sat.)
- A postatakarékpénztár cheque és clearing forgalmáról. Bpest, 1890.
- A postatakarékpénztárak fejlődésének története. Bpest, 1891. (2. kiadás.)